# نیروی زمینی ایتالیا
ارتش ایتالیا (به ایتالیایی: Esercito Italiano) نیروی زمینی قوای مسلح جمهوری ایتالیا است که تاریخچهٔ آن به جنگ‌های اتحاد ایتالیا در ده‌های ۱۸۵۰ و ۱۸۶۰ میلادی می‌رسد. این ارتش در جنگ‌های استعماری پیش از جنگ جهانی دوم در چین و آفریقا شرکت داشت. در زمان جنگ جهانی دوم این ارتش در آلبانی، یونان، شمال آفریقا، روسیه و خود ایتالیا جنگید و در دوران جنگ سرد خود را برای نبرد علیه حملهٔ پیمان ورشو از شرق آماده کرد. پس از جنگ سرد، این ارتش به شکل گسترده در عملیات‌های حفظ صلح در افغانستان و عراق شرکت کرده‌است. مقر آن در شهر رم قرار دارد.

## واحدها
جزئیات نیروهای آن در پایان جنگ سرد در جدول زیر آمده‌است.
| تعداد | نوع واحد                      | امکانات                               |  |
| ----- | ----------------------------- | ------------------------------------- |  |
| ۲۰    | گردان‌های تانک                 | لئوپارد ۱A2 ام۶۰ پاتون                |  |
| ۱۱    | گردان‌های زرهی                 | لئوپارد ۱A2 ام۱۱۳                     |  |
| ۲     | گردان‌های اطلاعات              | لئوپارد ۱A2                           |  |
| ۳۴    | پیاده‌نظامی ماشینی             | ام۱۱۳                                 |  |
| ۱۱    | پیاده‌نظام موتوری              |                                       |  |
| ۱۳    | Alpini                        |                                       |  |
| ۵     | پیاده‌نظام پاراشوت             |                                       |  |
| ۷     | d'Arresto                     |                                       |  |
| ۲     | پیاده‌نظام دریا به زمین        |                                       |  |
| ۳۳    | گردان‌های آموزشی               |                                       |  |
| ۱۱    | توپخانه خودکششی               | M109 howitzer                         |  |
| ۱۹    | توپخانهٔ زمینی                 | M114 howitzers                        |  |
| ۶     | توپخانهٔ کوهستان               | Mod 56 howitzers                      |  |
| ۱     | توپخانه هوایی                 | Mod 56 howitzers                      |  |
| ۸     | توپخانه زمینی سنگین           | FH-70 howitzers                       |  |
| ۱     | توپخانه سنگین                 | ام۱۱۵                                 |  |
| ۱     | توپخانه خودکششی سنگین         | M110 howitzer                         |  |
| ۱     | توپخانه موشکی                 | MGM-52 Lance بعدها M270 MLRS          |  |
| ۸     | یافت هدف                      |                                       |  |
| ۵     | توپخانه ضدهوایی سبک           | اف‌آی‌ام-۹۲ استینگر 40/70 Anti-air guns |  |
| ۴     | توپخانه ضدهوایی موشکی         | ام‌آی‌ام-۲۳ هاوک                        |  |
| ۱۷    | گردان‌های مهندسین              |                                       |  |
| ۵     | هلیکوپتر اطلاعات              | بل ۲۰۶ A109 EOA                       |  |
| ۷     | هلیکوپتر انتقال               | بل ۲۰۶ بل ۴۱۲ بوئینگ سی‌اچ-۴۷ شنوک     |  |
| ۶     | هواپیمایی عمومی               | بل یواچ-۱ان توین هوی مارچتی اس‌ام.۱۰۱۹ |  |
| ۱۷    | گردان‌های سیگنال               |                                       |  |
| ۳     | گردان‌هایجنگ الکترونیک         |                                       |  |
| ۱     | گردان‌های ضدجنگ‌افزار کشتارجمعی |                                       |  |
| ۲۵    | گردان‌های لجستیک               |                                       |  |
| ۶     | گردان‌های مانور لجستیک         |                                       |  |
| ۹     | گردان‌های انتقال               |                                       |  |
| ۲۶    | گردان‌های فرماندهی و سیگنال    |                                       |  |